# Plaza de Día Sanz
La plaza de Día Sanz es un espacio urbano de la ciudad española de Segovia.

## Descripción
La calle está encerrada por las calles de Almira, Pintor Montalvo, Teodosio el Grande, Fernán García y San Alfonso Rodríguez. Honra con el título a Día Sanz, caballero segoviano que habría participado en la conquista de Madrid llevada a cabo por tropas cristianas en el marco de la Reconquista. Aparece descrita en Las calles de Segovia (1918) de Mariano Sáez y Romero con las siguientes palabras:

Día Sanz (Plazuela de).—Está comprendida entre las calles de Fernán García y de Almira. Nos permitimos corregir el rótulo, poniendo Día y no Díaz, pues Día fué el nombre del personaje, contracción de Diego. Está dedicada la plazuela como homenaje a la memoria del capitán segoviano Día Sanz de Quesada, que, con Fernán García de la Torre, mandaba las escuadras de nuestra Ciudad en la conquista de Madrid, según refiere el insigne Colmenares en su Historia. [...] En esta plazuela toma atrevida vuelta, en casi ángulo recto, el grandioso Acueducto, comenzando en ella las dos series de arcos. Da a esta explanada la Academia de Artillería en extenso frente y que antes tenía por aquí su única entrada, y se alza en este sitio el Instituto general y técnico, antes llamado de 2.ª enseñanza, amplio edificio exornado a su entrada con un jardín espacioso y una verja de hierro. [...] En esta plaza está la casa en que nació el venerable San Alfonso Rodríguez, viéndose encima de un balcón un retrato de varón tan esclarecido. Se denominaba antes la plazuela de San Francisco, por el inmediato y extenso convento de este nombre.
(Sáez y Romero, 1918, pp. 58-59)